# Small Faces (1966)
Small Faces è l'album di debutto dell'omonimo gruppo musicale, pubblicato nel maggio del 1966 per l'etichetta discografica Decca.
Dal disco sono stati tratti i singoli Whatcha Gonna Do About It e Sha-La-La-La-Lee.

## Tracce
Lato A
1. Shake – 2:55 (Sam Cooke)
2. Come On Children – 4:20 (Steve Marriott, Kenney Jones, Jimmy Winston, Ronnie Lane)
3. You Better Believe It – 2:19 (Kenny Lynch, Jerry Ragavoy)
4. It's Too Late – 2:37 (Steve Marriott, Kenney Jones, Jimmy Winston, Ronnie Lane)
5. One Night Stand – 1:50 (Steve Marriott, Ronnie Lane)
6. What'cha Gonna Do About It – 1:59 (Ian Samwell, Brian Potter)

Durata totale: 16:00
Lato B
1. Sorry She's Mine – 2:48 (Kenny Lynch)
2. Own Up Time – 1:47 (Steve Marriott, Ronnie Lane)
3. You Need Loving – 3:59 (Steve Marriott, Ronnie Lane)
4. Don't Stop What You Are Doing – 1:55 (Steve Marriott, Kenney Jones, Jimmy Winston, Ronnie Lane)
5. E Too D – 3:02 (Steve Marriott, Ronnie Lane)
6. Sha-La-La-La-Lee – 2:56 (Kenny Lynch, Mort Shuman)

Durata totale: 16:27
Edizione CD del 2006, pubblicato dalla Decca Records (984 172-1)
1. Shake – 2:53 (Sam Cooke)
2. Come On Children – 4:15 (Marriott, Lane, Jones, Winston)
3. You Better Believe It – 2:16 (Lynch, Ragovoy)
4. It's Too Late – 2:30 (Marriott, Lane, Jones, Winston)
5. One Night Stand – 1:44 (Marriott, Lane)
6. What'cha Gonna Do About It – 1:54 (Potter, Samwell)
7. Sorry She's Mine – 2:40 (Lynch)
8. Own Up Time – 1:42 (Marriott, Jones, McLagan, Lane)
9. You Need Loving – 3:50 (Marriott, Lane)
10. Don't Stop What You're Doing – 1:50 (Jones, Marriott, Winston, Lane)
11. E Too D – 2:54 (Lane, Marriott)
12. Sha La La La Lee – 2:49 (Lynch, Schuman)
13. What's a Matter Baby – 2:48 (Byers, Otis) – Bonus Track - UK B-Side
14. I've Got Mine – 2:47 (Jones, Marriott, Winston, Lane) – Bonus Track - UK A-Side
15. Grow Your Own – 2:12 (Marriott, Lane, McLagan, Jones) – Bonus Track - UK B-Side
16. Hey Girl – 2:17 (Marriott, Lane) – Bonus Track - UK A-Side
17. Almost Grown – 3:09 (Marriott, McLagan, Jones, Lane) – Bonus Track - UK B-Side
18. What'cha Gonna Do About It – 2:16 (Potter, Samwell) – Bonus Track - Alternate Version
19. Come On Children – 3:23 (Marriott, Lane, Jones, Winston) – Bonus Track - Alternate Version
20. Shake – 2:48 (Sam Cooke) – Bonus Track - Alternate Version
21. Own Up Time – 2:23 (Marriott, Jones, McLagan, Lane) – Bonus Track - Alternate Version
22. E Too D – 3:11 (Lane, Marriott) – Bonus Track - Alternate Version
23. Hey Girl – 2:13 (Marriott, Lane) – Bonus Track - Alternate Version

Durata totale: 60:44

## Formazione
- Steve Marriott - chitarra solista, voce
- Ian McLagan - organo, chitarra, voce
- Ronnie Lane (Ronnie Plonk Laine) - basso, voce
- Kenney Jones - batteria